# Finala Cupei Campionilor Europeni 1960
Finala Cupei Campionilor Europeni a fost cea de-a cincea finală din istoria Ligii Campionilor UEFA, jucându-se între Real Madrid din Spania și Eintracht Frankfurt din Germania. Este considerat unul dintre cele mai bune meiuri de fotbal din istorie. Madrid a câștigat cu 7-3 în fața a 135.000 de spectatori pe Hampden Park.

http://x-zone.us Arhivat în 3 iulie 2015, la Wayback Machine.

## Detalii
| Real Madrid                                        | 7 – 3  | Eintracht Frankfurt     |
| -------------------------------------------------- | ------ | ----------------------- |
| Di Stéfano 27', 30', 73' Puskás 46', 56', 60', 71' | Report | Kreß 18' Stein 72', 75' |

| Real Madrid | Eintracht Frankfurt |

| REAL MADRID:                     |    |                        |
|                                  |    |                        |
| P                                | 1  | Rogelio Domínguez      |
| F                                | 2  | Marquitos              |
| F                                | 5  | José Santamaría        |
| F                                | 3  | Pachín                 |
| M                                | 4  | José María Vidal       |
| M                                | 6  | José María Zárraga (c) |
| M                                | 7  | Canário                |
| A                                | 8  | Luis del Sol           |
| A                                | 9  | Alfredo Di Stéfano     |
| A                                | 10 | Ferenc Puskás          |
| M                                | 11 | Francisco Gento        |
| Antrenor:                        |    |                        |
| Miguel Muñoz Arbitrii asistenți: |    |                        |

| EINTRACHT FRANKFURT: |    |                        |
|                      |    |                        |
| P                    | 1  | Egon Loy               |
| F                    | 2  | Friedel Lutz           |
| F                    | 3  | Hermann Höfer          |
| M                    | 4  | Hans Weilbächer (c)    |
| F                    | 5  | Hans-Walter Eigenbrodt |
| M                    | 6  | Dieter Stinka          |
| A                    | 7  | Richard Kreß           |
| A                    | 8  | Dieter Lindner         |
| A                    | 9  | Erwin Stein            |
| A                    | 10 | Alfred Pfaff           |
| A                    | 11 | Erich Meier            |
| Antrenor:            |    |                        |
| Paul Oßwald          |    |                        |